# Palaeodes samealis
Palaeodes samealis är en fjärilsart som beskrevs av George Francis Hampson 1913. Palaeodes samealis ingår i släktet Palaeodes och familjen Tineodidae. Inga underarter finns listade i Catalogue of Life.